# Słowo Życia
Słowo Życia – protestancka parafraza Nowego Testamentu, powstała w środowisku ewangelicznym, której założeniem było oddanie przesłania Jezusa Chrystusa we współczesnym, zrozumiałym języku. Nie jest to klasyczny przekład, gdyż z uwagi na daleko idący dynamizm, sami tłumacze uważają go za parafrazę tekstu. Wydany został w 1989 r. przez Instytut Wydawniczy „Agape”.

## Źródła przekładu
Słowo Życia zostało opracowane na podstawie anglojęzycznego przekładu z języka greckiego – Living New Testament i równoległych różnojęzycznych tłumaczeń dokonywanych przez Living Bible International – szwedzką organizację biblijną, specjalizującą się w przekładach dynamicznych.

## Charakterystyka
Nadrzędnym celem przekładu było oddanie tekstu Nowego Testamentu w języku zrozumiałym dla przeciętnego człowieka. Osiągnięto to poprzez rozszerzanie tekstu tam, gdzie w oryginale użyte zostały skróty myślowe, oddanie idiomów biblijnych w języku życia codziennego, odstąpienie od tradycyjnego języka i wyrażeń, a także usystematyzowanie logiczne myśli i wątków w konkretnych tekstach. Ponadto zastąpiono słowa-klucze, takie jak „usprawiedliwienie”, „sprawiedliwość”, „odkupienie”, „wybrani”, czy „święci”, w których skondensowano wiele głębokich myśli zestawem słów przedstawiających w sposób opisowy poruszane zagadnienie. 
Ostatni akapit przedmowy tak określa przesłanie Słowa Życia:

Jeśli tłumaczenie to pomoże uprzystępnić głębokie i często złożone myśli Słowa Bożego i pozwoli lepiej zrozumieć i stosować tekst Nowego Testamentu, pogłębiając tym samym chrześcijańskie życie jego czytelników i ułatwiając im naśladowanie Pana, to książka ta osiągnęła swój cel.

Każdą księgę poprzedza krótki wstęp zawierający zwięzły zbiór informacji o każdej księdze (autorstwo, miejsce napisania, czas napisania, streszczenie i tematykę).

## Wykorzystanie
Przekład ten upowszechniany jest przez większość wyznań ewangelicznych, a w pracy nad jego przygotowaniem brały udział różne Kościoły protestanckie, np. Kościół Zielonoświątkowy (wydawnictwo „Agape”), czy Kościół Chrześcijan Baptystów (przedmowę do przekładu napisał pastor Billy Graham). Wykorzystywany jest głównie w ewangelizacji.

## Wydania
- 1989 – wydanie pierwsze
- 1991 – wydanie w nowej okładce
- 2014 – wydanie poprawione w nowej szacie graficznej, wyd. Szaron.pl